# Justus von Beauvais

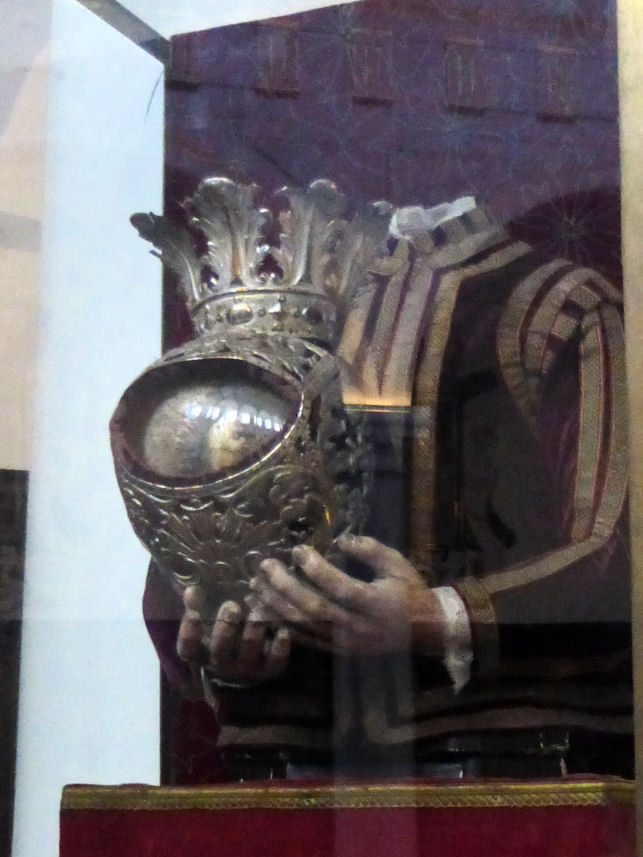
Reliquien, Carolus Borromaeus, Antwerpen

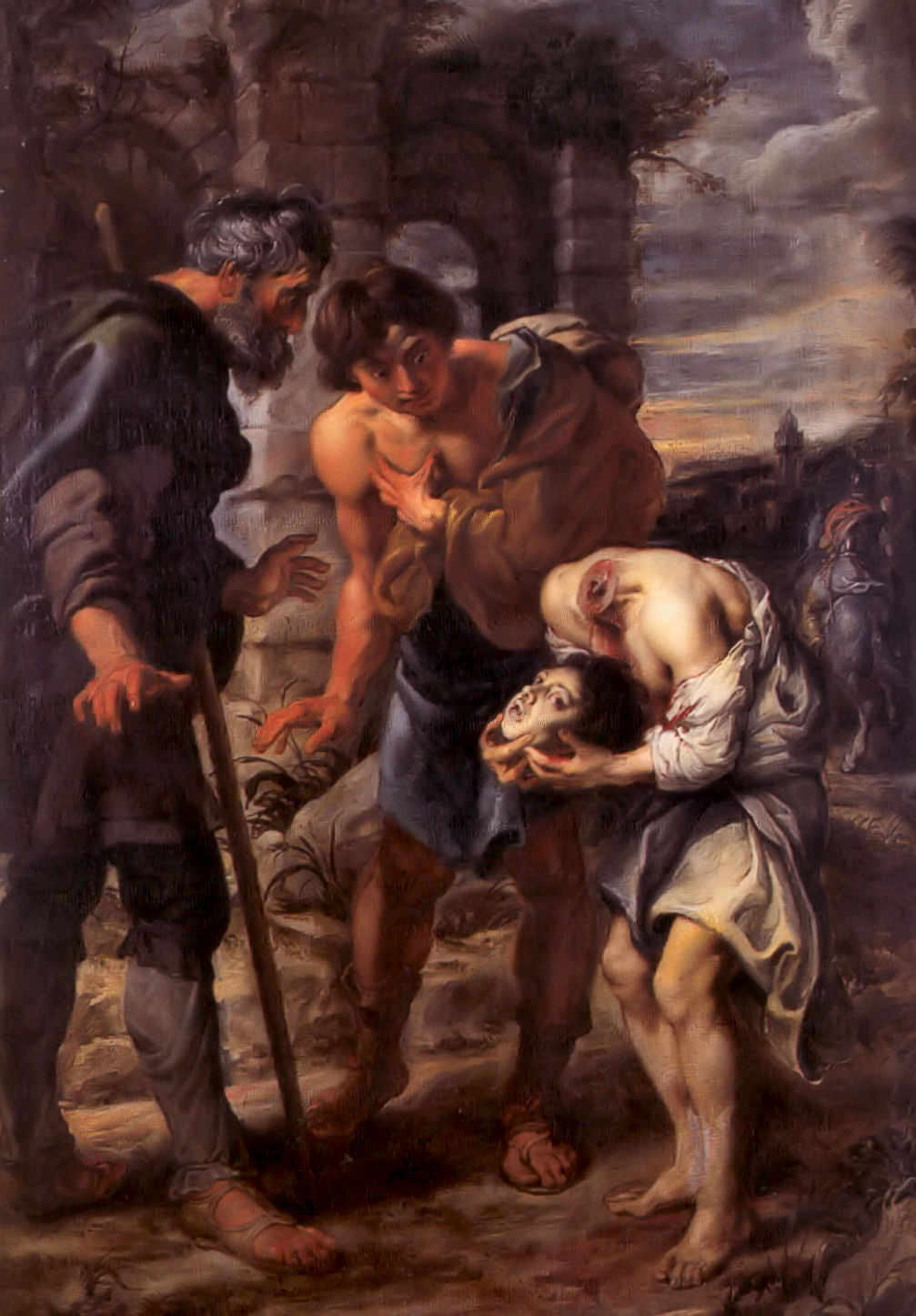
Peter Paul Rubens – Martyrium des hl. Justus (um 1635)

Justus (* 277 in Auxerre; † 287 in Amiens) war ein frühchristlicher Märtyrer der katholischen Kirche. Er wird als Heiliger verehrt. Sein Festtag ist der 18. Oktober. Er zählt zu den legendenhaften Cephalophoren. 

## Legende
Nach der Überlieferung begleitete Justus als Zehnjähriger seinen christlichen Vater auf der Suche nach seinem Onkel. Dieser war bereits im Kindesalter geraubt und als Sklave verkauft worden. Sie fanden ihn tatsächlich in Amiens und befreiten ihn. Vater und Onkel flüchteten und hielten sich auf der Rückkehr in einer Höhle versteckt. Der Knabe Justus geriet jedoch in die Hände der Verfolgermeute des Rictius Varus, auch Rictiovarus genannt, des von Kaiser Maximian eingesetzten römischen Präfekten. Rictiovarus war ein erbitterter Christenfeind und ließ Justus enthaupten, weil dieser weder seinem Glauben entsagen noch den verborgenen Aufenthalt seines Vaters und Onkels verraten wollte. Der Enthauptete nahm nach der Überlieferung sein Haupt und trug es zu seinem Vater. 

## Verehrung
Ein Teil seines Hauptes wird in der ehemaligen Benediktinerabtei Corvey als Reliquie aufbewahrt und ein fast vollständig erhaltenes Haupt wird in Flums im Kanton St. Gallen in der Schweiz verehrt; aber auch andere Kirchen erheben den Anspruch seine Reliquien zu besitzen.
Die Reliquie des Kopfes des Heiligen Justus wird auch in der Sint-Karlskirche in Antwerpen verehrt.

## Darstellung
Mittelalterliche Bildnisse des Heiligen sind unbekannt; neuzeitliche Darstellungen sind ebenfalls ausgesprochen selten. Berühmt ist allerdings das Gemälde Das Martyrium des hl. Justus von Peter Paul Rubens aus der Zeit um 1635, von dem Eugène Delacroix in den 1840er Jahren mehrere Zeichnungsvarianten anfertigte.

## Sonstiges
Verwechslungen mit dem hl. Justus der Heiligengefährten Justus und Pastor sind häufig.